# Montoison
Montoison est une commune française du département de la Drôme, en région Auvergne-Rhône-Alpes.
Ses habitants sont dénommés les Montoisonnais.

## Géographie

### Localisation
Rattachée à la communauté de communes du Val de Drôme, la commune est située entre Valence et Crest, sur la route départementale 111. Elle est à 17 km au sud de Valence et à 11 km au nord-ouest de Crest (chef-lieu de canton).

### Relief et géologie
La commune est dans une plaine vallonnée.

### Hydrographie
La commune possède un lac.

### Climat
Pour des articles plus généraux, voir Climat d'Auvergne-Rhône-Alpes et Climat de l'Eure.
En 2010, le climat de la commune est de type climat du Bassin du Sud-Ouest, selon une étude du CNRS s'appuyant sur une série de données couvrant la période 1971-2000. En 2020, Météo-France publie une typologie des climats de la France métropolitaine dans laquelle la commune est dans une zone de transition entre le climat de montagne et le climat méditerranéen et est dans la région climatique  Moyenne vallée du Rhône, caractérisée par un bon ensoleillement en été (fraction d’insolation > 60 %), une forte amplitude thermique annuelle (4 à 20 °C), un air sec en toutes saisons, orageux en été, des vents forts (mistral), une pluviométrie élevée en automne (250 à 300 mm). 
Pour la période 1971-2000, la température annuelle moyenne est de 12,6 °C, avec une amplitude thermique annuelle de 17,7 °C. Le cumul annuel moyen de précipitations est de 860 mm, avec 7,3 jours de précipitations en janvier et 4,9 jours en juillet. Pour la période 1991-2020, la température moyenne annuelle observée sur la station météorologique de Météo-France la plus proche, sur la commune de Guillonville à 444 km à vol d'oiseau, est de 11,4 °C et le cumul annuel moyen de précipitations est de 617,9 mm,. Pour l'avenir, les paramètres climatiques de la commune estimés pour 2050 selon différents scénarios d'émission de gaz à effet de serre sont consultables sur un site dédié publié par Météo-France en novembre 2022.

### Voies de communication et transports
Le territoire communal est traversé par la route départementale 111 (RD111) qui permet de relier Valence à Crest.

## Urbanisme

### Typologie
Au 1er janvier 2024, Montoison est catégorisée bourg rural, selon la nouvelle grille communale de densité à 7 niveaux définie par l'Insee en 2022.
Elle est située hors unité urbaine. Par ailleurs la commune fait partie de l'aire d'attraction de Valence, dont elle est une commune de la couronne,. Cette aire, qui regroupe 71 communes, est catégorisée dans les aires de 200 000 à moins de 700 000 habitants,.

### Occupation des sols
L'occupation des sols de la commune, telle qu'elle ressort de la base de données européenne d’occupation biophysique des sols Corine Land Cover (CLC), est marquée par l'importance des territoires agricoles (84,1 % en 2018), en diminution par rapport à 1990 (87,4 %). La répartition détaillée en 2018 est la suivante : 
terres arables (77 %), forêts (9,9 %), zones agricoles hétérogènes (7,1 %), zones urbanisées (6 %). L'évolution de l’occupation des sols de la commune et de ses infrastructures peut être observée sur les différentes représentations cartographiques du territoire : la carte de Cassini (XVIIIe siècle), la carte d'état-major (1820-1866) et les cartes ou photos aériennes de l'IGN pour la période actuelle (1950 à aujourd'hui).

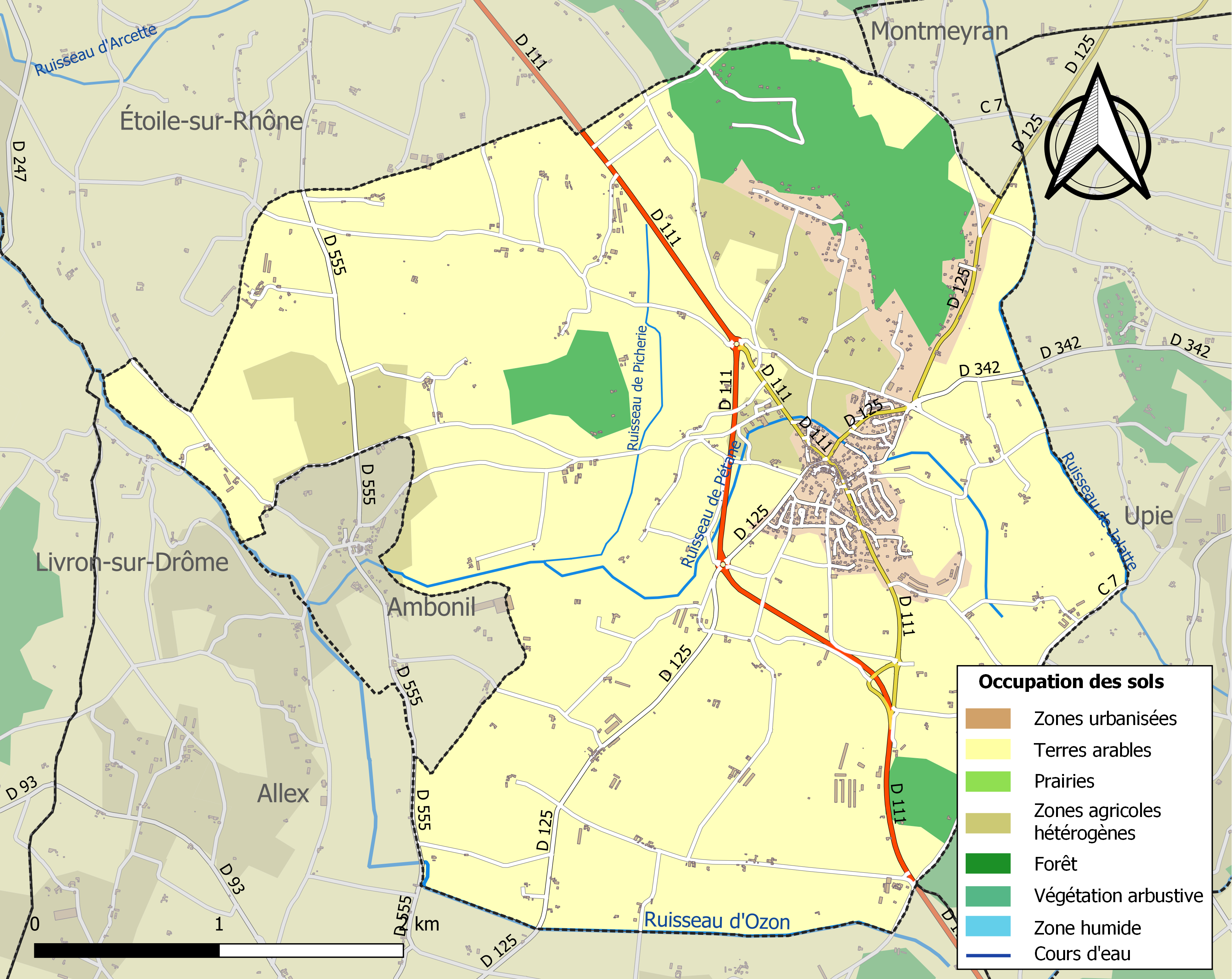
Carte des infrastructures et de l'occupation des sols de la commune en 2018 (CLC).

### Morphologie urbaine

#### Hameaux et lieux-dits
Anciens quartiers et hameaux :
- Alançon est un hameau attesté en 1891. Il était dénommé le Raboutta en 1624 (parcellaire) et le Lançon au XVIIIe siècle (Carte de Cassini)[13].

## Toponymie

### Attestations
Dictionnaire topographique du département de la Drôme :
- 333 : Cerebelliaca (Itin. à Burg., Anonyme de Bordeaux).
- 998 : mention de la paroisse : ecclesia de Monte Ison in episcopatu Valentinensi (cartulaire de Cluny, 2466).
- 1162 : Montaiso (cartulaire de Bourg-lès-Valence, 12).
- 1201 : castrum de Montaizo (archives de la Drôme, E 606).
- 1291 : castrum de Montesonis (archives de la Drôme, E 452).
- 1307 : Montayso (archives de la Drôme, E 453).
- 1321 : de Montaysono (archives de la Drôme, E 6732).
- 1332 : Monteso (Gall. christ., XVI, 129).
- XVe siècle : mention de la paroisse : capella Monteysonis (pouillé de Valence).
- 1456 : castrum Monteysonis (Duchesne, Comtes de Valentinois, 67).
- 1891 : Montoison, commune du canton de Crest-Nord.

### Étymologie
La première partie du toponyme provient du latin mons « montagne, mont, élévation » qui peut désigner une simple colline, en pays de plaine.

## Histoire
Pour un article plus général, voir Histoire de la Drôme.

### Antiquité: les Gallo-romains
Antique Cerebelliaca sur la voie romaine Vienne-Milan.

Montoison est un relais d'étape (mutatio) sur la route qui va de Valence à Die. L'Itinéraire de Bordeaux à Jérusalem, qui date de l'an 333, le nomme Mutatio Cerebelliaca et le situe à douze milles de Valence (près de 18 km).

### Du Moyen Âge à la Révolution
La seigneurie :
- Au point de vue féodal, Montoison était une terre du patrimoine des comtes de Valentinois.
- 1201 : la terre est acquise par les (du) Pouzin qui prennent son nom (ou 1238[16]).
- 1296 : les Montoison accordent une charte de libertés municipales aux habitants.
- 1350 : la terre passe (par mariage) aux Clermont dont une branche conserve la seigneurie jusqu'à la Révolution (ou 1351 par la Maison de Clermont-Tonnerre[réf. nécessaire]).

La seigneurie est une baronnie.
1688 (démographie) : 160 familles.
Avant 1790, Montoison était une communauté de l'élection et subdélégation de Valence et de la sénéchaussée de Crest.

Elle formait une paroisse du diocèse de Valence, dont l'église était sous le vocable de Saint-Maurice et dont les dîmes appartenaient au prieur d'Allex qui présentait à la cure.

### De la Révolution à nos jours
En 1790, la commune est comprise dans le canton d'Allex. La réorganisation de l'an VIII (1799-1800) la fait entrer dans le canton de Crest-Nord.

## Politique et administration

### Liste des maires
| Période                                                                   | Période                       | Identité                               | Étiquette | Qualité       |
| ------------------------------------------------------------------------- | ----------------------------- | -------------------------------------- | --------- | ------------- |
| Les données manquantes sont à compléter. : depuis la fin du Second Empire |                               |                                        |           |               |
| 1871                                                                      |                               | ?                                      |           |               |
| 1874                                                                      |                               | ?                                      |           |               |
| 1878                                                                      |                               | ?                                      |           |               |
| 1884                                                                      |                               | ?                                      |           |               |
| 1888                                                                      |                               | ?                                      |           |               |
| 1892                                                                      |                               | ?                                      |           |               |
| 1896                                                                      |                               | ?                                      |           |               |
| 1900                                                                      |                               | ?                                      |           |               |
| 1904                                                                      |                               | ?                                      |           |               |
| 1908                                                                      |                               | ?                                      |           |               |
| 1912                                                                      |                               | ?                                      |           |               |
| 1919                                                                      |                               | ?                                      |           |               |
| 1925                                                                      |                               | ?                                      |           |               |
| 1929                                                                      |                               | ?                                      |           |               |
| 1935                                                                      |                               | ?                                      |           |               |
| 1945                                                                      |                               | ?                                      |           |               |
| 1947                                                                      |                               | ?                                      |           |               |
| 1953                                                                      |                               | ?                                      |           |               |
| 1959                                                                      |                               | ?                                      |           |               |
| 1965                                                                      |                               | ?                                      |           |               |
| 1971                                                                      |                               | ?                                      |           |               |
| 1977                                                                      |                               | ?                                      |           |               |
| 1983                                                                      |                               | ?                                      |           |               |
| 1989                                                                      |                               | ?                                      |           |               |
| 1995                                                                      |                               | ?                                      |           |               |
| 2001                                                                      | 2008                          | Claude Trichard                        |           |               |
| 2008                                                                      | 2014                          | Claude Trichard                        |           | maire sortant |
| 2014                                                                      | 2020                          | Claude Trichard                        |           | maire sortant |
| 2020                                                                      | En cours (au 31 janvier 2021) | Jean-Marc Bouvier[source insuffisante] | DVG       |               |

## Population et société

### Démographie
L'évolution du nombre d'habitants est connue à travers les recensements de la population effectués dans la commune depuis 1793. Pour les communes de moins de 10 000 habitants, une enquête de recensement portant sur toute la population est réalisée tous les cinq ans, les populations de référence des années intermédiaires étant quant à elles estimées par interpolation ou extrapolation. Pour la commune, le premier recensement exhaustif entrant dans le cadre du nouveau dispositif a été réalisé en 2005.

En 2022, la commune comptait 1 935 habitants, en évolution de +1,2 % par rapport à 2016 (Drôme : +2,64 %, France hors Mayotte : +2,11 %).
| 1793 | 1800  | 1806  | 1821  | 1831  | 1836  | 1841  | 1846  | 1851  |
| ---- | ----- | ----- | ----- | ----- | ----- | ----- | ----- | ----- |
| 989  | 1 043 | 1 116 | 1 224 | 1 267 | 1 279 | 1 385 | 1 458 | 1 374 |

| 1856  | 1861  | 1866  | 1872  | 1876  | 1881  | 1886  | 1891  | 1896  |
| ----- | ----- | ----- | ----- | ----- | ----- | ----- | ----- | ----- |
| 1 318 | 1 251 | 1 267 | 1 157 | 1 165 | 1 071 | 1 090 | 1 019 | 1 032 |

| 1901  | 1906  | 1911  | 1921 | 1926 | 1931 | 1936 | 1946 | 1954 |
| ----- | ----- | ----- | ---- | ---- | ---- | ---- | ---- | ---- |
| 1 022 | 1 005 | 1 007 | 911  | 808  | 810  | 800  | 767  | 727  |

| 1962 | 1968 | 1975 | 1982 | 1990  | 1999  | 2005  | 2006  | 2010  |
| ---- | ---- | ---- | ---- | ----- | ----- | ----- | ----- | ----- |
| 726  | 776  | 771  | 992  | 1 222 | 1 469 | 1 663 | 1 677 | 1 734 |

| 2015  | 2020  | 2022  | - | - | - | - | - | - |
| ----- | ----- | ----- | - | - | - | - | - | - |
| 1 908 | 1 942 | 1 935 | - | - | - | - | - | - |

### Enseignement
La commune est rattachée à l'académie de Grenoble.

### Manifestations culturelles et festivités
- Fête : le quatrième dimanche de janvier[1].

### Médias
Le territoire de la commune se situe dans l'aire de diffusion de plusieurs médias :

#### Presse écrite
- Le Dauphiné libéré, quotidien régional qui consacre, chaque jour, y compris le dimanche, dans son édition de « Romans et Drôme des collines » un ou plusieurs articles à l'actualité du canton et de la commune, ainsi que des informations sur les éventuelles manifestations locales, les travaux routiers, et autres événements divers à caractère local.
- L'Agriculture Drômoise, journal d'informations agricoles et rurales, couvre l'ensemble du département de la Drôme.
- Drôme Hebdo (ancien Peuple Libre), hebdomadaire chrétien d'informations.

#### Presse audio-visuelle
La commune est située sur l'aire de diffusion de Ici Drôme Ardèche, une radio publique également diffusée sur tout le territoire du département de la Drome et de l'Ardèche.

### Cultes
L'église paroissiale et la communauté catholique de la commune relèvent de la Paroisse Sainte Famille du Crestois dont la maison paroissiale est située à Crest. Cette paroisse est rattachée au diocèse de Valence.

## Économie

### Agriculture
En 1992 : céréales, ail, melons, asperges, élevage (gibier).
- Coopérative agricole[1].
- Marché : le jeudi[1].

### Artisanat
- Ferronnerie[1].

## Culture locale et patrimoine

### Lieux et monuments
- Vestiges de motte au-dessus de la ferme fortifiée et du lac[réf. nécessaire].
- Ruines de remparts médiévaux[1].
- Vestiges du château construit vers 1201 : tour reconstruite en 1850[réf. nécessaire].
- Ruines d'une tour du XIXe siècle[1].
- Belles maisons[1].
- Le Pavé : porte voûtée[1].
- Église Sainte-Anne de Montoison, composite : contreforts, clocher déporté[1].

### Patrimoine culturel
Montoison est un village où se déroule la Fête des bouviers et des laboureurs de la Drôme: fête qui est inscrite à l'Inventaire du patrimoine culturel immatériel en France. 

### Personnalités liées à la commune
- Paulin Gagne (né en 1808 à Montoison, mort en 1876 à Paris) : avocat, journaliste et poète français. Il figure parmi les fous littéraires.

### Héraldique, logotype et devise
|  | Montoison possède des armoiries dont l'origine et le blasonnement exact ne sont pas disponibles. |